# Soft target en hard target
Een soft target is een persoon of ding dat relatief onbeschermd of kwetsbaar is, vooral voor een militaire of terroristische aanval.
Het onderscheid tussen de termen "soft target" en "hard target" is niet altijd duidelijk. Typische 'zachte doelen' zijn civiele locaties waar mensen in grote aantallen samenkomen. Voorbeelden zijn nationale monumenten, ziekenhuizen, scholen, sportvelden, hotels, culturele centra, bioscopen, cafés en restaurants, gebouwen voor de eredienst zoals kerken en moskeeën, winkelcentra, openbare evenementen zoals een marathon, openbaarvervoerlocaties en trams, bussen en treinen. Zachte doelen onderscheiden zich van harde doelen, omdat bij harde doelen de toegang het publiek beperkt is en ze voldoende veiligheidsmaatregelen hebben om een hoge mate van bescherming tegen een aanval te bieden. Voorbeelden van moeilijke doelen zijn bedreigde en daardoor vaak zeer goed beschermde politici, belangrijke overheidsgebouwen, militaire installaties, buitenlandse ambassades en kerncentrales.
Terroristische groepen kiezen vaak zachte doelen, zoals de afgelopen jaren zichtbaar was in Berlijn, Nice en Brussel. Van de terreuraanvallen wereldwijd van 1968 tot en met 2005, was 72% (8111) gericht op zachte doelen en 27% (4248) op harde doelen. De bedoeling van aanvallen op zachte doelen is niet alleen "doden of verwonden", maar ook "terroriseren, chaos scheppen en het publiek intimideren". Clark Ervin, hoofd van het Amerikaanse Homeland Security Grant Program, stelde dat hoe  harder we harde doelen maken, des te waarschijnlijker het is dat zachte doelen het doelwit zullen worden.